# Asteroschema wrighti
Asteroschema wrighti är en ormstjärneart som beskrevs av McKnight 2000. Asteroschema wrighti ingår i släktet Asteroschema och familjen Asteroschematidae. Inga underarter finns listade i Catalogue of Life.